# Hayden Panettiere
Hayden Lesley Panettiere, ameriška filmska in televizijska igralka, fotomodel in pevka, * 21. avgust 1989, Palisades, New York, Združene države Amerike.

## Zgodnje življenje
Hayden Lesley Panettiere se je rodila 21. avgusta 1989 v Palisadesu, New York, Združene države Amerike, kot hči Alana L. »Skipa« Panettiera, poročnika pri gasilcih in njegove žene Lesley R. Vogel, bivše operne pevke. Ima italijanske korenine in njen priimek v italijanščini pomeni »pek«. Ima mlajšega brata po imenu Jansen Panettiere, ki je tudi igralec.
Hayden Panettiere se je nekaj časa šolala na šoli South Orangetown Middle School v New Yorku, od osmega razreda srednje šole dalje pa se je šolala doma. Kasneje je šolanje opustila, saj se je želela osredotočiti na igralsko kariero.

## Kariera

### Igranje
Hayden Panettiere je s svojo kariero začela, ko je bila stara štiri mesece in je posnela nekaj fotografij za razne reklame. Pri enajstih mesecih se je pojavila že v mnogih reklamah, začela pa je z reklamo za Playskool. Igrala je Sarah Roberts v telenoveli na ABC-programu, v One Life to Live (1994–1997) ter dobila vlogo Lizzie Spaulding na CBS telenoveli Luč svetlobe (1997–2000). Njena vloga, Lizzie, se je med telenovelo borila z levkemijo.
Kot Claire Bennet se je pojavila v televizijski seriji Heroji. Ta serija ji je omogočila tudi preboj v svet slave.
Pojavila se je tudi v animiranemu filmu Življenje žuželk. Igrala je vlogo hčerke trenerja Yoasta, Sheryl, v Disney filmu Ne pozabite velikanov iz leta 2000. V istem letu je igrala tudi v filmu Dinozaver. Odšla je tudi na avdicijo za glasovno vlogo za Kiari v seriji Kingdom Hearts. Pojavila se je tudi v televizijski seriji Raztresena Ally, kjer je imela eno izmed stranskih vlog, vlogo Allyjine hčerke Maddie. Igrala je tudi v televizijskih serijah, kot so Glavca ter Zakon in red: Enota za posebne primere in v filmih kot Dajmo punce: vse ali nič, Ujeti na ladji, Princesa na ledu in Shanghai Kiss.
Leta 2002 je dobila glavno vlogo v filmu Soba za paniko ob Jodie Foster, vendar je ni sprejela in jo je prepustila igralki Kristen Stewart, v letu 2004 je igrala Audrey Davis v filmu Helenca na preizkušnji.
Pojavila se je v drami Fireflies in the Garden, kot mlajša verzija lika Emily Watson, Jane Lawrence. V juniju 2007 je podpisala pogodbo z agencijo William Morris Agency, prej pa jo je zastopala agencija United Talent Agency. V tistem letu naj bi zaslužila 2 milijona $.
Zgodaj leta 2007 lahko Hayden Panettiere poleg Ashtona Kutcherja v televizijski seriji Punk'd.
Septembra leta 2008 jo lahko vidimo v sarkastičnem videu na spletni strani funnyordie.com, z naslovom »Hayden Panettiere PSA: Your Vote, Your Choice«. V oktobru istega leta se pojavi še enem sarkastičnem videu na isti spletni strani, ki je nosil naslov »Vote for McCain: He's just like George Bush, except older and with a worse temper«.
V juliju 2009 igra v najstniški komediji I Love You, Beth Cooper.
V letu 2010 je zaigrala v videospotu za pesem Joshue Radina z naslovom »I'd Rather Be With You«.

### Petje
Hayden Panettiere je bila nominirana za Grammyja za Življenje žuželk Read-Along iz leta 2000. Posnela je pesem za film Ujeti na ladji, ki jo je poimenovala »My Hero Is You« in »I Fly« za film Princesa na ledu. Zapela je tudi pesmi za Girlnext in Girlnext 2. Za film Most v Terabitijo je posnela soundtrack »Try« v letu 2007, za film Pepelka 3: Princesa za vedno pa sountrack z naslovom »I Still Believe«.
Njen prvi samostojni singl, »Wake Up Call«, je izšel 5. avgusta 2008. Zanj je posnela tudi videospot.

### Ostalo
Pozno leta 2006 je se Hayden Panettiere pojavila na naslovnici revije Neutrogena za njihovo novo kampanjo; s tem je sledila igralkam, kot so Kristin Kreuk, Josie Bissett, Jennifer Love Hewitt, Mandy Moore, Mischa Barton, Gabrielle Union in Jennifer Freeman.
V septembru leta 2007 je posnela tematski video za Heroje, Got Milk?.
Februarja 2008 so povedali, da bo Hayden Panettiere novi fotomodel za Candie's. Sledila bo pevkam, kot so Fergie, Hilary Duff in Kelly Clarkson.

## Zasebno življenje
Leta 2006 je Hayden Panettiere začela z zvezo s Stephenom Collettijem, bivšim zvezdnikom iz televizijske serije Laguna Beach: The Real Orange County. Par se je razšel septembra 2007. V decembru tistega leta so mediji začeli poročati o tem, da hodi s sodelavcem iz televizijske serije Heroji, Milom Ventimiglio, kar pa je Hayden Panettiere zanikala v intervjuju z revijo GQ. Vendar so se govorice nadaljevale v začetku naslednjega leta, leta 2008, nekateri mediji pa so zatrjevali tudi, da je Panettierova Ventimiglio prosila, naj se preseli k njej. V intervjuju aprila 2008 je Milo Ventimiglia potrdil govorice in odkrito povedal, da hodita. Razmerje sta končala v februarju 2009.
Hayden Panettiere ima tatu z italijanskimi besedami Vivere senza rimipianti, kar naj bi pomenilo Življenje brez obžalovanja, samo da je beseda »rimipianti« narobe črkovana.

### Ostale aktivnosti
31. oktobra 2007 se je Hayden Panettiere pridružila skupini Sea Shepherd za varovanje delfinov v Taiji, Wakayama, Japonska. Bila je vključena v spopad med japonskim ribičem in petimi drugimi surferji iz Združenih držav Amerike in Avstralije, vključno z bivšo zvezdo iz televizijske serije Sončni zaliv, Isabel Lucas. Prerekanje je trajalo več kot deset minut, preden so se vsi odločili vrniti na obalo in oditi nazaj v svoje države. Del prepira so pokazali tudi na filmskem festivalu Sundance Film Festival.
Hayden Panettiere je za revijo E! News povedala, da so jo na Japonskem zaradi posredovanja v lov na delfine želeli zapreti, vendar so to na Japonskem kasneje zanikali. V novembru 2007 je bila nagrajena z nagrado »Compassion in Action Award« s strani borcev za pravice živali iz skupine PETA. Je tudi vegetarijanka.
28. januarja 2008 je napisala protestno pismo norveški ambasadi v Ameriki, da naj preneha s pobijanjem kitov.
V letu 2007 je postala uradna podpornica Ronald McDonald House Charities in njihovih članov.
V maju 2008 je v intervjuju za Teen Vogue razložila, da jo zaradi serije Heroji ljudje veliko bolj upoštevajo. Rekla je: »Serija [Heroji] me je postavila na mesto, kjer lahko povem svoje mnenje o raznih stvareh, za katere se borim.«
V oktobru leta 2008 je Hayden Panettiere izrazila svoje mnenje o volitvah za predsednika. Preko spletne strani Funny or Die se je posmehovala Johnu McCainu, njegovi nagli jezi in starosti.
Pojavila se je tudi v napovedi javnih služb skupaj z Paulom Straussom. Povedala je tudi, da bo ona volila za Baracka Obamo.
Je najstniška ambasadorka za Candie's Foundation, katere naloga je, da se bori proti najstniški nosečnosti. 6. maja 2009 sodelovala pri srečanju za sestanek v mestni hiši New Yorka poleg Bristola Palina za pogovor o najstniški nosečnosti.

## Filmografija
| Leto       | Naslov                                  | Vloga                                             | Opombe |
| ---------- | --------------------------------------- | ------------------------------------------------- | --- |
| 1994–1997  | One Life to Live                        | Sarah Victoria 'Flash' Roberts #3                 | |
| 1996       | Aliens in the Family                    | Majhna deklica                                    | 1 epizoda: »Too Good to Be True« (1.05) |
| 1996       | How Do You Spell God?                   |                                                   | televizijski film |
| 1996–2000  | Luč svetlobe                            | Elizabeth 'Lizzie' Spaulding #2                   | Nominirana — YoungStar Award — Best Young Actress/Performance in a Daytime TV Series |
| 1997       | Unhappily Ever After                    | Majhna deklica                                    | 1 epizoda |
| 1998       | Življenje žuželk                        | Dot (glas)                                        | animirani film Nominirana — Young Artist Awards — Best Performance in a Voice Over in a Feature or TV - Best Young Actress |
| 1998       | The Object of My Affection              | Mermaid                                           | |
| 1998       | A Will of Their Own                     |                                                   | miniserija |
| 1999       | Too Rich: The Secret Life of Doris Duke | Mlada Doris Duke                                  | miniserija |
| 1999       | Message in a Bottle                     | Dekle v čolnu                                     | |
| 1999       | Touched by an Angel                     | Diana                                             | 1 epizoda: Godspeed (5.26) |
| 1999       | If You Believe                          | Mlada Susan Stone/Alice Stone, Susanina nečakinja | TV Nominirana — Young Artist Award — Best Performance in a TV Movie or Pilot - Young Actress Age Ten or Under |
| 2000       | Ne pozabite velikanov                   | Sheryl Yoast                                      | Young Artist Award - Best Performance in a Feature Film - Supporting Young Actress Nominirana — Phoenix Film Critics Society Award — Best Performance by a Youth in a Leading or Supporting Role Nominirana — Las Vegas Film Critics Society Awards — Youth in Film |
| 2000       | Dinozaver                               | Suri (glas)                                       | animirani film Nominirana — Las Vegas Film Critics Society Awards — Youth in Film Nominirana — YoungStar Award — Best Young Voice Over Talent |
| 2001–2002  | Raztresena Ally                         | Maddie Harrington                                 | 10 epizod |
| 2001       | Joe Somebody                            | Natalie Scheffer                                  | Nominirana — Young Artist Award — Best Performance in a Feature Film - Leading Young Actress |
| 2001       | Zakon in red: enota za posebne primere  | Ashley                                            | epizoda: »Abuse« |
| 2001       | Chestnut Hill                           | Molly Eastman                                     | televizijski film |
| 2001       | The Affair of the Necklace              | Mlada Jeanne St.Rémy de Valois                    | |
| 2003–2005  | Glavca                                  | Jessica                                           | TV series |
| 2003       | Normal                                  | Patty Ann Applewood                               | televizijski film |
| 2004       | Fillmore!                               | Yumi                                              | serija (glas), 1 epizoda: »Code Name: Electric Haircut« (2.09) |
| 2004       | Lies My Mother Told Me                  | Haylei Sims                                       | televizijski film |
| 2004       | The Dust Factory                        | Melanie Lewis                                     | |
| 2004       | Helenca na preizkušnji                  | Audrey Davis                                      | |
| 2004       | Ujeti na ladji                          | Maddie Dolan                                      | televizijski film Nominirana — Young Artist Award — Best Performance in a TV Movie, Miniseries or Special - Leading Young Actress |
| 2005       | Princesa na ledu                        | Gen Harwood                                       | |
| 2005       | Hitra zebra                             | Channing Walsh                                    | |
| 2005       | Zakon in red: enota za posebne primere  | Angela Agnelli                                    | epizoda »Hooked« |
| 2006       | Dajmo punce: vse ali nič                | Britney Allen                                     | |
| 2006       | The Architect                           | Christina Waters                                  | |
| 2006       | Mr. Gibb                                | Allyson 'Ally' Palmer                             | |
| 2006       | Commander in Chief                      | Stacy                                             | epizoda: »Wind Beneath My Wing« |
| 2006       | Skater Boys                             | Kassidy Parker #2                                 | epizoda: »Band of Gold« |
| 2006—danes | Heroji                                  | Claire Bennet                                     | Saturn Award for Best Supporting Actress on Television — 2007 Nominirana — Saturn Award for Best Supporting Actress on Television — 2008 Teen Choice Award — 2007 — Choice TV Actress: Drama Teen Choice Award — 2008 — Choice TV Actress: Action Adventure Young Artist Award — Best Performance in a TV Series (Comedy or Drama) - Supporting Young Actress Nominirana — Teen Choice Award — 2007 — Choice TV: Breakout |
| 2007       | Shanghai Kiss                           | Adelaide Bourbon                                  | Newport Beach Film Festival — Feature Film Award for Acting |
| 2007       | Diary of a New Girl                     | Hannah Rochelle                                   | glas |
| 2007       | Robot Chicken                           | gost                                              | glas |
| 2008       | Fireflies in the Garden                 | Mlada Jane Lawrence                               | |
| 2008       | Scooby-Doo and the Goblin King          | Princesa                                          | glas |
| 2009       | I Love You, Beth Cooper                 | Beth Cooper                                       | |
| 2010       | Hoodwinked 2: Hood vs. Evil             | Red                                               | končano |
| 2010       | Alpha and Omega                         | Kate                                              | post-produkcija |
| 2010       | Carmel                                  | TBA                                               | post-produkcija |
| 2012–2018  | Nashville                               | Juliette Barnes                                   | |

### Video igre
| Leto | Naslov            | Vloga | Opombe |
| ---- | ----------------- | ----- | ------ |
| 2002 | Kingdom Hearts    | Kairi |        |
| 2002 | The Mark of Kri   | Tati  |        |
| 2006 | Kingdom Hearts II | Kairi |        |

## Diskografija

### Singli
| Leto | Naslov                                               | Uvrstitev | Uvrstitev | Album                                      |
| ---- | ---------------------------------------------------- | --------- | --------- | ------------------------------------------ |
| Leto | Naslov                                               | U.S. Hot  | U.S. Pop  | Album                                      |
| 2008 | »Wake Up Call«                                       | —         | 97        | Falling Down                               |
| 2012 | Telescope                                            |           |           | The Music of Nashville: Season 1 Volume 1  |
| 2012 | Undermine (with Charles Esten)                       |           |           | The Music of Nashville: Season 1 Volume 1  |
| 2012 | Wrong Song (with Connie Britton)                     |           |           | The Music of Nashville: Season 1 Volume 1  |
| 2013 | Fame (duet with Richard Madenfort)                   |           |           | download only                              |
| 2013 | Hypnotizing                                          |           |           | The Music of Nashville: Season 1 Volume 2  |
| 2013 | Nothing in This World Will Ever Break My Heart Again |           |           | The Music of Nashville: Season 1 Volume 2  |
| 2014 | Crazy (traditional version)                          |           |           | download only                              |
| 2014 | White Christmas                                      |           |           | Christmas With Nashville                   |
| 2014 | Don't Put Dirt on My Grave Just Yet                  |           |           | The Music of Nashville: Season 2, Volume 2 |
| 2015 | Crazy (duet with Steven Tyler)                       |           |           | The Music of Nashville: Season 4 Volume 1  |

### Soundtracki
| Leto | Naslov                              | Film                                                                         |
| ---- | ----------------------------------- | ---------------------------------------------------------------------------- |
| 2004 | »Someone Like You« (Ft. Watt White) | The Dust Factory                                                             |
| 2005 | »My Hero Is You«                    | Ujeti na ladji                                                               |
| 2005 | »I Fly«                             | Princesa na ledu and Disney Girlz Rock                                       |
| 2006 | »Your New Girlfriend«               | Girl Next Vol.1                                                              |
| 2007 | »I Still Believe«                   | Cinderella 3: Princesa za vedno                                              |
| 2007 | »Try«                               | Music from and Inspired By Bridge to Terabithia in Disney Girlz Rock, Vol. 2 |
| 2007 | »Cruella de Vil«                    | DisneyMania 5                                                                |
| 2007 | »Go to Girl«                        | Girl Next Vol.2                                                              |

### Videospoti
| Leto | Pesem                    | Direktor          |
| ---- | ------------------------ | ----------------- |
| 2004 | »My Hero is You«         |                   |
| 2004 | Someone Like You         |                   |
| 2005 | I Fly                    |                   |
| 2006 | »I Still Believe«        |                   |
| 2008 | »Wake Up Call«           | Chris Applebaum   |
| 2010 | »I'd Rather Be With You« |                   |
| 2011 | I Can Do It Alone        |                   |
| 2012 | Telescope                | TK McKamy         |
| 2013 | Fame                     | Richard Madenfort |
| 2013 | The Fabric of My Life    | Pam Thomas        |

## Nagrade in nominacije
- 1999 Young Artist Award za Življenje žuželk - nominirana
- 2000 YoungStar Award za Luč svetlobe - nominirana
- 2000 YoungStar Award za Dinozaver - nominirana
- 2000 Sierra Award za Dinozaver - nominirana
- 2000 Young Artist Award za If You Belive - nominirana
- 2001 Young Artist Award za Ne pozabite velikanov - dobila
- 2001 PFCS Award za Ne pozabite velikanov - nominirana
- 2002 Young Artist Award za Joe Somebody - nominirana
- 2005 Young Artist Award za Ujeti na ladji - nominirana
- 2007 Young Artist Award za Heroji - dobila
- 2007 Rising Star Award - dobila
- 2007 Saturn Award za Heroji - dobila
- 2007 Feature Film Award za Shanghai Kiss - dobila
- 2007 Teen Choice Award za Heroji - dobila
- 2007 Teen Choice Award za Heroji - nominirana
- 2008 Teen Choice Award za Heroji - dobila
- 2008 Saturn Award za Heroji - nominirana
- 2009 Saturn Award za Heroji - nominirana
- 2009 Teen Choice Award za Heroji - dobila
- 2009 Teen Choice Award za I Love You, Beth Cooper - nominirana